# Gero Storjohann

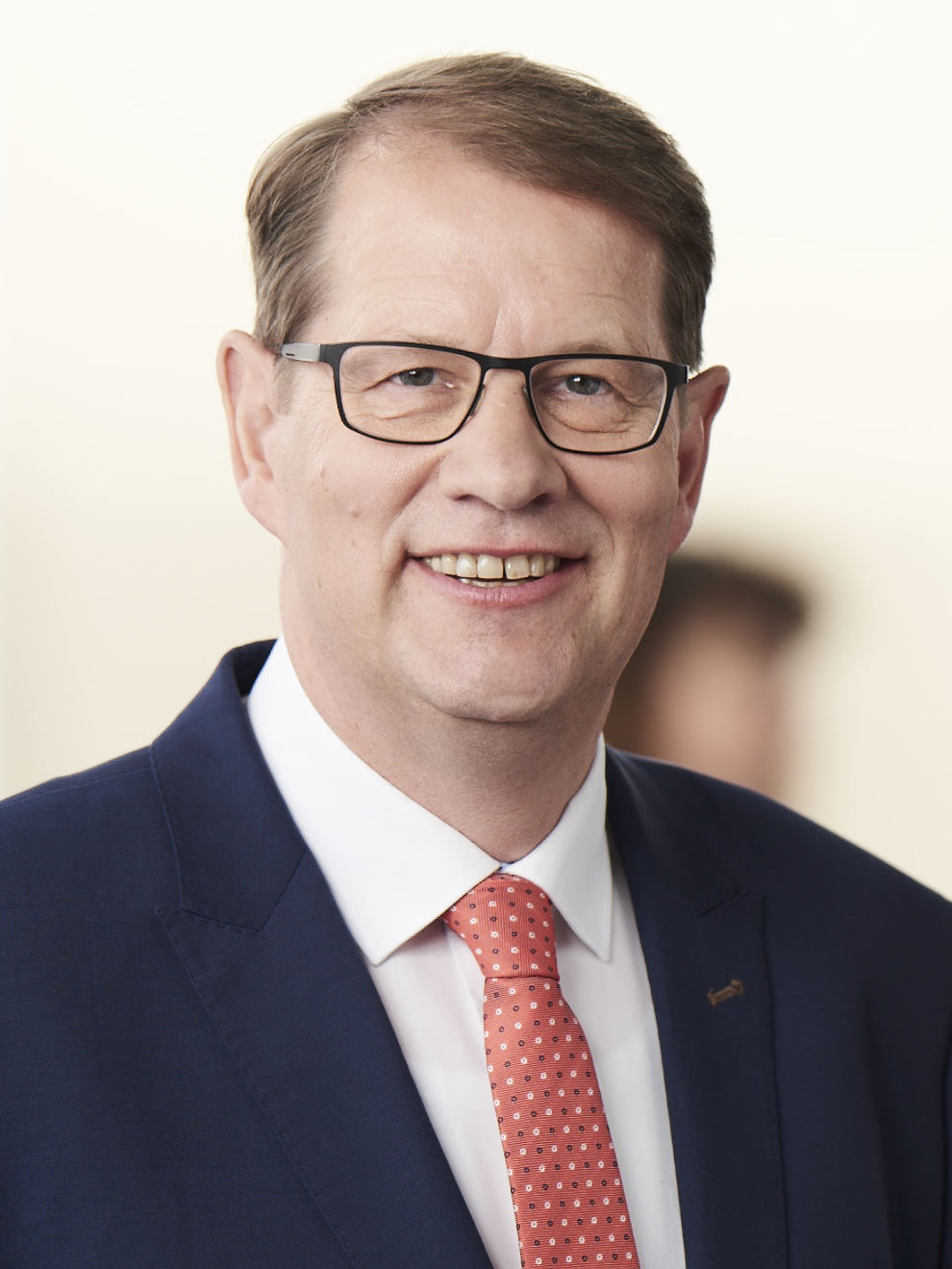
Gero Storjohann, 2017

Gero Storjohann (* 12. Februar 1958 in Bad Segeberg; † 29. Januar 2023) war ein deutscher Politiker (CDU).
Er war von 1994 bis 2002 Mitglied des schleswig-holsteinischen Landtags und von 2002 bis zu seinem Tod Mitglied des Deutschen Bundestages. Im Bundestag gehörte er dem Petitionsausschuss (von 2005 bis 2017 als stellvertretender Vorsitzender) und dem Ausschuss für Verkehr und digitale Infrastruktur an.
Ab 2018 war er Vorsitzender und Sprecher der CDU/CSU-Arbeitsgruppe Petitionen und Sprecher für Radverkehr der CDU/CSU-Arbeitsgruppe Verkehr. Er gehörte zudem als stellvertretendes Mitglied dem Gemeinsamen Ausschuss an.

## Leben und Beruf
Nach dem Abitur 1978 an der Dahlmannschule in Bad Segeberg leistete Storjohann bis 1980 als Soldat auf Zeit seinen Wehrdienst ab und absolvierte anschließend bis 1982 eine Lehre zum Kaufmann im Groß- und Außenhandel. Danach studierte er Betriebswirtschaft an der Fachhochschule Kiel und schloss sein Studium 1987 als Diplom-Betriebswirt (FH) ab. 1988 trat er in den Dienst der Deutschen Bundespost ein und war dort von 1989 bis 1994 als Sachbearbeiter im Kostencontrolling tätig.
Storjohann war verheiratet und hatte drei Söhne. Ab dem 1. April 2022 wurde er wegen einer schweren Erkrankung intensivmedizinisch behandelt. Er verstarb am 29. Januar 2023.

## Partei
Storjohann trat 1975 in die Junge Union (JU) und 1977 auch in die CDU ein und war von 1982 bis 1991 Vorsitzender des JU-Kreisverbandes Segeberg. Bereits ab 1989 war er auch stellvertretender Vorsitzender des dortigen CDU-Kreisverbandes. Ab 1997 war er ununterbrochen der Kreisvorsitzende der CDU Segeberg. Auf dem Kreisparteitag am 2. Oktober 2021 trat Storjohann nicht zur Wiederwahl an.

## Abgeordneter
Storjohann gehörte von 1987 bis 2002 der Gemeindevertretung von Seth, von 1990 bis 1994 dem Kreistag des Kreises Segeberg und von 1994 bis zu seiner Mandatsniederlegung am 17. Oktober 2002 dem Landtag von Schleswig-Holstein an.
Ab 2002 war er Mitglied des Deutschen Bundestages und ordentliches Mitglied im Petitionsausschuss und im Ausschuss für Verkehr und digitale Infrastruktur. Für die CDU/CSU-Fraktion verantwortete er die Themen Fahrradpolitik und Verkehrssicherheit.
Gero Storjohann zog 2002 über die Landesliste Schleswig-Holstein und 2005 als direkt gewählter Abgeordneter des Wahlkreises Segeberg – Stormarn-Nord in den Bundestag ein. Bei der Bundestagswahl 2005 erreichte er 43,9 % der Erststimmen. Bei der Bundestagswahl 2009 (39,8 %) und bei der Bundestagswahl 2013 (45,4 %) wurde er erneut direkt in den Bundestag gewählt. Der Bundestagswahlkreis 008 wurde 2013 zwar nicht verändert, aber in Segeberg-Stormarn-Mitte umbenannt. Bei der Bundestagswahl 2017 erzielte Storjohann 41,1 % der Erststimmen.
Als Bundestagsabgeordneter gründete er den „Parlamentskreis Fahrrad“ im Bundestag mit. Dieser parteiübergreifende Arbeitskreis tagte das erste Mal am 10. Oktober 2018 in Berlin, Storjohann fungierte als Vorsitzender.
Bei der Bundestagswahl 2021 verlor Storjohann den Bundestagswahlkreis Segeberg – Stormarn-Mitte an Bengt Bergt (SPD), zog aber über die Landesliste als letzter Abgeordneter in den Bundestag ein.
Storjohanns Mitgliedschaft im Bundestag blieb bis zu seinem Tod im Januar 2023 bestehen. Für ihn rückte Melanie Bernstein in den Bundestag nach.

## Öffentliche Ämter
Von 1992 bis 2002 war Storjohann Erster stellvertretender Bürgermeister seines Heimatortes Seth. Von 2011 bis 2015 war er Präsident der Landesverkehrswacht Schleswig-Holstein. Von 2013 bis 2016 war er einer der acht Vizepräsidenten der Deutschen Verkehrswacht.

## Mitgliedschaften
Gero Storjohann war Mitglied der überparteilichen Europa-Union Deutschland, die sich für ein föderales Europa und den europäischen Einigungsprozess einsetzt.